# Pohjois-Pohjalainen Osakunta
Pohjois-Pohjalainen Osakunta (förkortat PPO, svenska: "Nordösterbottniska nationen") är en finskspråkig studentnation vid Helsingfors universitet. Nationen grundades 1907 då den Österbottniska nationen delades i Pohjois-Pohjalainen Osakunta och den Sydösterbottniska nationen. Nationens årsdag är den 5 februari, Johan Ludvig Runebergs födelsedag och dagen då Johan Vilhelm Snellman valdes till den odelade Österbottniska nationens tillförordnade kurator. 

## Vännationer
- Etelä-Pohjalainen Osakunta, Helsingfors
- Vasa nation, Helsingfors
- Eesti Üliõpilaste Selts, Tartu
- Norrlands nation, Uppsala
- Studenterforeningen, Köpenhamn
- Studenšu korporācija Imeria, Riga

## Inspektorer
| Pohjois-Pohjalainen Osakuntas inspektorer |
| |
| Jaakko Gummerus 1907-1921 \| Iivari Leiviskä 1921-1931 \| Kyösti Haataja 1931-1934 \| Harry Castrén 1934-1942 \| Kyösti Haataja 1942-1948 \| Erik Castrén 1948-1954 \| Aarno Maliniemi 1954-1959 \| Leo Heikurainen 1959-1970 \| Martti Tienari 1970-1979\| Matti Möttönen 1979-1988 \| Matti Viikari 1989-1993 \| Liisi Huhtala 1995-1998 \| Paavo Uusitalo 1998-2002 \| Seppo Hentilä 2002-2007 \| Raimo Hiltunen 2007-2013 \| Aila Lauha 2013- |